# Гдымчай
Гдымчай (лезг. КъудумвацӀ) — река в России, правый приток реки Ахтычай, протекает в Дагестане, по территории Ахтынского района. Устье реки находится в 26 км от устья реки Ахтычай по правому берегу. Длина реки составляет 18 км. Площадь водосборного бассейна — 82,4 км².
Высота истока — 3400 м над уровнем моря. Высота устья — 1600 м над уровнем моря. Уклон реки — 100 м/км.

## Данные водного реестра
По данным государственного водного реестра России относится к Западно-Каспийскому бассейновому округу, водохозяйственный участок реки — Самур, речной подбассейн реки — Ахтычай. Речной бассейн реки — Самур.
Код объекта в государственном водном реестре — 07030000412109300002422.